# Академик Шокальский (судно, 1982)
«Академик Шокальский» — небольшое круизное судно ледового класса, находящееся в собственности Российской Федерации. Было построено в 1982 году в Финляндии для полярных и океанографических исследований. Названо в честь русского и советского географа, океанографа и картографа генерал-лейтенанта и академика Юлия Шокальского.

## История
Судно было построено в 1982 г. в Финляндии для полярных и океанографических исследований и имеет ледовый класс UL. Размеры судна позволяют ходить там, где более крупные суда не пройдут. «Академик Шокальский» принимает 46 пассажиров при походах в Арктику и 48 пассажиров на круизах в Антарктику. Судно имеет 26 кают с видом на море (в том числе люкс «Амундсен» площадью 23,2 м²) и прошло несколько модернизаций и перепланировок (2008).
25 декабря 2013 года судно с 74 австралийскими учеными, туристами и членами экипажа на борту застряло во льдах Антарктики в 1,5 тысяч морских миль (2,7 тысяч км) от Хобарта. Рано утром 25 декабря с судна получен сигнал бедствия. На его спасение направлены были три ледокола, которые оказались бессильны помочь российскому судну. 2 января 2014 года все пассажиры судна были эвакуированы вертолётом с судна «Xue Long» на борт ледокола «Aurora Australis», при этом ледокол «Xue Long» также оказался скованным льдом в 20 км от «Академика Шокальского». Седьмого января в результате подвижки льда образовалась широкая трещина возле судна «Академик Шокальский» и он начал движение со скоростью семь узлов по направлению к китайскому ледоколу «Xue Long». 8 января 2014 года «Академик Шокальский» окончательно освободился из ледового плена и вышел к чистой воде.

## На борту
- Кают-кампания, столовая команды
- Лекционный зал
- Салон и бар
- Библиотека
- Спутниковая связь
- Экспедиционный врач и амбулатория

## Серия «Академик Шулейкин»
Судами-близнецами являются:
- головное судно «Академик Шулейкин»,
- «Арнольд Веймер»,
- «Академик Гамбурцев»,
- «Академик Голицын»
- «Профессор Молчанов»,
- «Профессор Мультановский»,
- «Геолог Дмитрий Наливкин»,
- «Профессор Полшков»,
- «Профессор Хромов»,
- «Академик Шокальский»